# Susanna Maria Preisler
 Susanna Maria Preisler est une orfèvre et glypticienne allemande du XVIIIe siècle.

## Biographie
Née Dorsch, elle est la fille du glypticien Johann Christoph Dorsch. Formée par celui-ci, elle devient une glypticienne de renom.
Elle épousa le peintre Salomon Graf en 1720, puis plus-tard le peintre Johann Justin Preisler.

## Postérité
Son mari, Johann Justin Preisler, réalisa un portait de Susanna Maria.